# Даян Фостер
Даян Фостер (англ. Dianne Foster, при народженні Ольга Гелен Ларуська (англ. Olga Helen Laruska); 31 жовтня 1928 — 27 липня 2019) — канадська акторка українського походження. Відома ролями в голлівудських фільмах 1950-х і на телебаченні.
Протягом 1950-х Фостер зіграла в таких фільмах: Кепські один для одного (1953), Поїздка кривою дорогою (1954) сценарист Блейк Едвардс, Три години на вбивство (1954), Людина з Кентуккі (1955), Жорстокі люди (1955), Нічний переїзд (1957), Брати Ріко (1957), Мавпа на моїй спині (1957), Останній салют (1958), Морська могила (1958).

## Кар'єра
Ольга Гелен Ларуська народилася 31 жовтня 1928 року в Едмонтоні, Канада, у сім'ї канадців українського походження .
Почала театральну кар'єру, виступаючи в шкільних постановках і виставах місцевого театру. 
У 1941 році 13-річна Фостер дебютувала на сцені в спектаклі за п'єсою Джеймса Баррі Що знає кожна жінка (1908). 
У 14 років у Едмонтоні почала виступати на радіо. За наполяганням свого педагога Фостер вступила в Університет Альберти в Едмонтоні, на спеціалізацію драматичне мистецтво.
Пізніше Фостер працювала моделлю в Торонто, одночасно виступала як акторка на радіо і на сцені.
Стала однією з провідних радіозірок Канади, граючи, зокрема, на Радіо Люксембург у кримінальному серіалі «Пригоди Гаррі Лайма» з Орсоном Веллсом у головній ролі, який був поставлений за мотивами фільму Третя людина, (1949). 
Накопичивши достатньо грошей, в 1951 році Фостер вирушила у Велику Британію з наміром продовжити освіту і знайти там роботу.
У той же рік вона отримала роль у виставі «Лощина» за п'єсою Агати Крісті, з якою пізніше гастролювала країною. Після спільної роботи на радіо Веллс взяв Фостер у свій спектакль «Отелло» в лондонському Вест-Енді, де вона грала роль Б'янки. Головні ролі грали сам Веллс і Пітер Фінч, а постановку здійснив Лоуренс Олів'є.
У 1951 році Фостер продовжила зніматися в кіно. Вона втілила підступну колишню подружку в кримінальній мелодрамі Тиха жінка, (1951) і спокусницю в детективі Втрачені години (1952) з Марком Стівенсом у головній ролі. 

В 1953 році в Британії вийшли ще два фільми з її участю ― романтична комедія Хіба життя не прекрасне (1953), де вона зіграла американську спадкоємицю, і кримінальний трилер Сталевий ключ (1953).

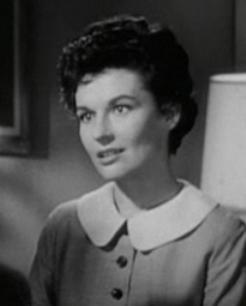
Даян Фостер у трейлері фільму «Останній салют» (1958)

## Кар'єра в Голівуді
У 1953 році Фостер переїхала до США, де після появи в одному з епізодів телесеріалу Театр чотирьох зірок, (1957) відразу ж підписала контракт зі студією Columbia Pictures.
Її першою картиною стала мелодрама Кепські один для одного, (1953), у якій головний герой, лікар Том Оуен (Чарльтон Гестон) кидає просту дівчину Джоан Лешер (її зіграла Фостер) заради дами з товариства Лізабет Скотт, переїжджає до великого міста та відкриває шикарну клініку. Але потім він переглядає свої погляди на життя і відкриває медичну практику в шахтарському містечку, де медсестрою працює Джоан.
Наступною картиною акторки став фільм нуар Поїздка кривою дорогою (1954), у якому йдеться про порядного і сором'язливого автомеханіка і гонщика-аматора Едді Шенноне (Міккі Руні), якого двоє злочинців, використовуючи чари фатальної жінки (Фостер), втягують у пограбування банку. На думку історика кіно Майкла Кіні, у цій картині «Руні видає напрочуд чуттєву гру в якості закоханого автомеханіка, а Фостер відмінна в ролі фатальної жінки, докори сумління якої можуть вартувати Руні життя». Пол Мевіс написав про гру Фостер, що вона «далеко не клішована нуарова павучиха та фатальна жінка, погана від початку і до кінця без будь-якого морального виправлення», навпаки, вона «постає болісно суперечливою дівчиною, демонструючи свої емоційні коливання, Фостер вибудовує крихкий, але переконливий образ». В аудиторії не виникає сумнівів з приводу того, «що їй дійсно шкода самотнього та маленького Едді». Одночасно передається й те, що, передусім, вона хоче отримати гроші для хорошого життя, не замислюючись про сувору долю, яка чекає Едді. Як далі пише Мевіс, «до кінця фільму фатальна жінка остаточно перетворюється на гарну дівчину. Вона відчуває себе жахливо щодо того, що вони зробили з Едді, і ненавидить ватажка банди (Кевін Маккарті), у якого ще недавно була закохана, але все одно вона залишається з ним». Гел Еріксон звернув увагу на «привабливість і сексуальність» акторки в цьому фільмі, а Стаффорд написав, що "чарівну фатальну жінку грає Даян Фостер, вкрай приваблива і талановита акторка, яка так і не піднялася до свого зоряного статусу, попри потужну гру у фільмах нуар Погані один для одного (1953) і  Брати Ріко (1957) .
У тому ж році, у вестерні Три години на вбивство (1954), акторка виконала роль дівчини, яка допомагає головному герою (Дена Ендрюс) викрити вбивцю.
У військовій драмі Бамбукова в'язниця (1954), події якої розгортаються в таборі для військовополонених під час Корейської війни, Фостер зіграла колишню балерину і дружину перебіжчика-фахівця з промивання мізків, яка передає цінні відомості американській розвідці. Рік потому акторка виконала головні жіночі ролі у двох вестернах категорії А - Жорстокі люди (1955) з Гленном Фордом і Людина з Кентуккі (1955) з Бертом Ланкастером. У 1955 році фото Фостер було опубліковане на обкладинці журналу Picturegoer.
У біографічній драмі Мавпа на моїй спині (1957) про боксера Барні Россі, який під час Другої світової війни пристрастився до наркотиків, опустившись на дно, а потім почав новий підйом, Фостер «справила вмілу підтримку» акторові Камерону Мітчеллу, який виконав головну роль, «з великим почуттям зігравши дружину боксера». 
У тому ж році вона виконала головну жіночу роль у вестерні Нічний переїзд (1957) з Джеймсом Стюартом і Оді Мерфі, а в кримінальному трилері Брати Ріко (1957) була стурбованою дружиною головного героя (Річард Конте), колишнього мафіозі, який обрав чесне життя, проте вимушений виконувати накази колишнього боса. Журнал Variety у своїй рецензії на цей фільм оцінив «гру всіх акторів як першокласну». На думку журналу, особливо виділяється Конте в ролі людини, який "втрачає останні ілюзії, дізнавшись про те, що глава синдикату, якого він сприймав як близького члена сім'ї, наказує йому стратити свого брата. Обом «дамам» дістається порівняно мало роботи, однак і Даян Фостер в ролі дружини Конте, і Кетрін Грант у ролі дружини його брата грають так, що на їхню роботу звертаєш увагу".
Потім послідувала остання, по-справжньому велика картина Фостер ― політична іронічна драма Джона Форда Останній салют (1958), у якій грали такі зірки, як Спенсер Трейсі, Пет О'Браєн і Безіл Ретбоун. У цій майже повністю чоловічий картині Фостер зіграла молоду дружину племінника мера, який працює журналістом в опозиційній пресі. Спочатку героїня Фостер не приймає поглядів мера, але потім переймається до нього симпатією. Зі слів Еріксона, «це була найбільш запам'ятована роль Фостер на студії Columbia».
У 1958 році Фостер була партнеркою Алана Ледд у військовій драмі Морська могила (1958) і зіграла невелику роль у кримінальній комедії Джона Форда День Гідеона (1958). У 1961 році вона виконала роль дружини знаменитого гангстера Арнольда Ротштейна в біографічній кримінальній драмі Король ревучих 20-х років: Історія Арнольда Ротштейна (1961), а в 1963 році останній раз зіграла в комедії за участю Діна Мартіна Хто спав на моєму ліжку (1963).

## Кар'єра на телебаченні
У період з 1952 по 1966 роки Фостер зіграла на телебаченні в 61 епізоді 49 різних серіалів, серед них «Театр чотирьох зірок» (1952), «Маркем» (1959), «Річкова човен» (1960), «Стрілець Слейд» (1960), «Караван возів» (1960), «Бонанза» (1960), «Помічник шерифа» (1960), «Пітер Ганн» (1960), «Історії Уеллс-Фарго» (1960—1962), «Гавайський очей» (1960—1963), «Сансет-стрип, 77» (1960—1963), «Є зброя — будуть подорожі» (1961), «Ларамі» (1961), «Детективи» (1962), «Димок з стволи» (1962), «Перрі Мейсон» (1962—1966), «Бен Кейсі» (1963—1965), «Станція Юбочкіно» (1964), «Три моїх сини» (1964—1965), «Втікач» (1965), «Велика долина» (1966), «Зелені простори» (1966), «Дикий дикий захід» (1966) та інших .

## Акторське амплуа і оцінка творчості
Як зазначає історик кіно Гері Брамбург, Даян Фостер була «спокусливою і миловидною акторкою», яка розпочала свою кінокар'єру з «других головних ролей» поганої дівчини «в британських фільмах категорії В». Переїхавши в 1953 році до США, Фостер зарекомендувала себе, як «виконавиця головних і других головних ролей у фільмах 1950-1960-х років». Хоча «більшість її фільмів були стандартними гостросюжетними картинами, акторка своєю грою забезпечувала приємне відволікання від суворих подій, що відбуваються навколо неї». Іноді, за словами Брамбурга, Фостер діставалися і «значно більш змістовні ролі». Зокрема, вона «добре зіграла в таких вестернах, як «Три години на вбивство» (1954),  «Жорстокі люди» (1955) і «Небезпечний перегін» (1957). Фостер також дуже добре показала себе в кримінальній драмі "Брати Ріко" (1957), зігравши дружину колишнього мафіозі, яка намагається зробити все можливе, щоб відгородити чоловіка від мафії.

## Особисте життя
У 1951 році Фостер у Лондоні одружилася з редактором відділу драми Канадської радіомовної корпорації Ендрю Алленом. В березні 1952 року Аллен повернувся в Канаду, в той час як вона залишилася в Лондоні, оскільки уклала п'ятирічний контракт із британською кінокомпанією. 1953 року Фостер і Аллен розлучилися.
У 1954 році одружилася з голлівудським радіо- і телесценаристом Джоелом А. Маркотт. У лютому 1956 року народила близнюків — син Джейсон і дочку Джоді. В 1956 року Фостер подала на розлучення. Пара ще двічі сходилася і розходилася, поки не розлучилася остаточно в 1959 році.
У 1961 році одружилася з дантистом Гарольдом Роу, і в листопаді 1963 року народила сина Дастіна Луїса Роу. В 1994 році Роу помер .
Після завершення кар'єри в кіно Фостер присвятила себе сім'ї й дітям, займалася живописом.
Даян Фостер померла 27 липня 2019 року в місті Гідден-Гілсі, штат Каліфорнія.

## Фільмографія
| Рік       |   | Українська назва                     | Оригінальна назва                                       | Роль                               |
| --------- | - | ------------------------------------ | ------------------------------------------------------- | ---------------------------------- |
| 1951      | ф | Тиха жінка                           | The Quiet Woman                                         | Гелен                              |
| 1952      | ф | Втрачений час                        | The Lost Hours                                          | Даєнн Ріглі                        |
| 1952      | с | Театр чотирьох зірок                 | Four Star Playhouse                                     | Лора (1 епізод)                    |
| 1953      | ф | Погані одне для одного               | Bad for Each Other                                      | Джоан Лешер                        |
| 1953      | ф | Сталевий ключ                        | The Steel Key                                           | Сильвія Ньюман                     |
| 1953      | с | Дуглас Фербенкс-молодший представляє | Douglas Fairbanks, Jr., Presents                        | Ельза (1 епізод)                   |
| 1954      | ф | Поїздка кривою дорогою               | Drive a Crooked Road                                    | Барбара Метьюз                     |
| 1954      | ф | Три години на вбивство               | Three Hours to Kill                                     | Кріс Палмер                        |
| 1954      | ф | Хіба життя не чудесне!               | Isn't Life Wonderful!                                   | Вірджинія ван Стуйден              |
| 1954      | ф | Бамбукова в'язниця                   | The Bamboo Prison                                       | Таня Клейтон                       |
| 1954      | ф | Троє - це компанія                   | Three's Company                                         | Ельза                              |
| 1955      | ф | Жорстокі люди                        | The Violent Men                                         | Джудіт Вілкінсон                   |
| 1955      | ф | Людина з Кентуккі                    | The Kentuckian                                          | Гана Болен                         |
| 1956      | с | Театр знаменитостей                  | Celebrity Playhouse                                     | (1 епізод)                         |
| 1956      | с | Телевізійний театр «Форд»            | The Ford Television Theatre                             | Ріа Павелл (1 епізод)              |
| 1956      | с | Театр зірок «Шеврон»                 | Chevron Hall of Stars                                   | (1 епізод)                         |
| 1957      | ф | Мавпа на моїй спині                  | Monkey on My Back                                       | Кеті Голланд                       |
| 1957      | ф | Небезпечний перегін                  | Night Passage                                           | Шарлотт Дрю, Чарлі                 |
| 1957      | ф | Брати Ріко                           | The Brothers Rico                                       | Елліс Ріко                         |
| 1958      | ф | Морська могила                       | The Deep Six                                            | Сюзен Кегілл                       |
| 1958      | ф | день Гідеона                         | Gideon's Day                                            | Джоанна Делафілд                   |
| 1958      | ф | Останній салют                       | The Last Hurrah                                         | Мов Колфілд                        |
| 1959      | с | Маркем                               | Markham                                                 | Фрайдей Бозман (1 епізод)          |
| 1960      | с | Річний човен                         | Riverboat                                               | Маріанн Темплтон (1 епізод)        |
| 1960      | с | Сухопутний маршрут                   | Overland Trail                                          | Гелен Джексон (1 епізод)           |
| 1960      | с | Театр «Дженерал Електрик»            | General Electric Theater                                | Антуанетт «Тоні» Воррен (1 епізод) |
| 1960      | с | Стрілок Слейд                        | Shotgun Slade                                           | Дженні Дюпре (1 епізод)            |
| 1960      | с | Караван повозок                      | Wagon Train                                             | Леслі Айверс (1 епізод)            |
| 1960      | с | Біт Бурбон-стріт                     | Bourbon Street Beat                                     | Мерсія Стерлінг (1 епізод)         |
| 1960      | с | Трилер                               | Thriller                                                | Джуді Паттерсон (1 епізод)         |
| 1960      | с | Бонанза                              | Bonanza                                                 | Джойс Едвардс (1 епізод)           |
| 1960      | с | Помічник шерифа                      | The Deputy                                              | Лу Гарріс (1 епізод)               |
| 1960      | с | Пітер Ганн                           | Peter Gunn                                              | Кетрін Гартлі (1 епізод)           |
| 1960      | с | Ревучі 20-ті                         | The Roaring 20's                                        | Зена Лоуренс (1 епізод)            |
| 1960—1961 | с | Поза законом                         | Outlaws                                                 | різні ролі (2 епізоди)             |
| 1960—1962 | с | Історії Веллс-Фарго                  | Tales of Wells Fargo                                    | різні ролі (2 епізоди)             |
| 1960—1963 | с | Гавайське око                        | Hawaiian Eye                                            | різні ролі (2 епізоди)             |
| 1960—1963 | с | Сансет-стрип, 77                     | 77 Sunset Strip                                         | різні ролі (2 епізоди)             |
| 1961      | ф | Король лютих 20-х                    | King of the Roaring 20's: The Story of Arnold Rothstein | Керолін Грін Ротштейн              |
| 1961      | с | Є зброя - будуть подорожі            | Have Gun - Will Travel                                  | Маріон Саттер (1 епізод)           |
| 1961      | с | Ларамі                               | Laramie                                                 | Еллі Джейкобс (1 епізод)           |
| 1961      | с | Дорога 66                            | Route 66                                                | Аніта Дельгадо (1 епізод)          |
| 1961      | с | Діамантовий король                   | King of Diamonds                                        | Сью Беннетт (1 епізод)             |
| 1961      | с | Шах і мат                            | Checkmate                                               | різні ролі (2 епізоди)             |
| 1961—1962 | с | Автобусна зупинка                    | Bus Stop                                                | різні ролі (2 епізоди)             |
| 1962      | с | Детективи                            | The Detectives                                          | Елінор Карран (1 епізод)           |
| 1962      | с | Димок із ствола                      | Gunsmoke                                                | Корнелія Конрад (1 епізод)         |
| 1962      | с | Одинадцята година                    | The Eleventh Hour                                       | Фей Тайнер (1 епізод)              |
| 1962      | с | Шоу Ллойда Бриджеса                  | The Lloyd Bridges Show                                  | Вірджинія Метрон (1 епізод)        |
| 1962—1963 | с | Театр тайн «Крафта»                  | Kraft Mystery Theater                                   | різні ролі (2 епізоди)             |
| 1962—1966 | с | Перрі Мейсон                         | Perry Mason                                             | різні ролі (4 епізоди)             |
| 1963      | ф | Хто спав на моєму ліжку?             | Who's Been Sleeping in My Bed?                          | Мона Кауфман                       |
| 1963      | с | Галантні чоловіки                    | The Gallant Men                                         | графиня (1 епізод)                 |
| 1963      | с | Йти своїм шляхом                     | Going My Way                                            | Едіт Седжвік (1 епізод)            |
| 1963—1965 | с | Бен Кейсі                            | Ben Casey                                               | різні ролі (2 епізоди)             |
| 1964      | с | Переломний момент                    | Breaking Point                                          | Дебора Філліпс (1 епізод)          |
| 1964      | с | Станція Юбочкіно                     | Petticoat Junction                                      | Філліс Марш (1 епізод)             |
| 1964—1965 | с | Три моїх сини                        | My Three Sons                                           | різні ролі (2 епізоди)             |
| 1965      | с | Шахраї                               | The Rogues                                              | Елліс Сінгер (1 епізод)            |
| 1965      | с | Втікач                               | The Fugitive                                            | Дженіс Каммінгс (1 епізод)         |
| 1965      | с | Люді Слеттері                        | Slattery's People                                       | Клодія Стрікленд (1 епізод)        |
| 1966      | с | Гані Вест                            | Honey West                                              | Меггі Лінч (1 епізод)              |
| 1966      | с | Велика долина                        | The Big Valley                                          | Тереза (1 епізод)                  |
| 1966      | с | Зелені акри                          | Green Acres                                             | Еммі Коллінз (1 епізод)            |
| 1966      | с | Дикий дикий захід                    | The Wild Wild West                                      | Аманда Вотрейн (1 епізод)          |